# Gyorsaságimotoros-világbajnokok listája
A FIM MotoGP bajnokainak listája 1949-től év és géposztály szerint csoportosítva.
Az 1968-as szezon után a FIM a maximális sebességfokozatok számát 6-ra, a 125 cm³-es és 250 cm³-es kategóriákban a hengerek számát 2-re, a 350 cm³-es és 500 cm³-es kategóriákban 4-re korlátozta.
Az 1982-es versenyszezon után a 350 cm³-es géposztály versenyét megszüntették. Az 1983-as verseny zárultával az 50 cm³-es kategóriát 80 cm³-re emelték.
Az 1989-es szezon után a 125 cm³-es kerékpárok hengerszámát 1-re csökkentették, és a 80 cm³-es kategóriát megszüntették.
Az oldalkocsis gépeknek 500 cm³-es motorjuk volt. Csak a pilótát tüntettük fel a listán, az oldalkocsi utasát nem. Ennek az osztálynak az 1950-es évek óta gyakorlatilag nincs jelentősége, de versenyeiket a 2000-es évek elejéig a MotoGP versenyekkel párhuzamosan megtartották.

## Évek
| Év   | 500 cm³/MotoGP*              | 350 cm³                        | 250 cm³/Moto2*                 | 125 cm³/Moto3*                  | Oldalkocsisok* / 50 cm³ / 80 cm³**    |
| ---- | ---------------------------- | ------------------------------ | ------------------------------ | ------------------------------- | ------------------------------------- |
| 2024 | Jorge Martín (Ducati)        |                                | Ai Ogura (Boscoscuro)          | David Alonso (CFMoto)           |                                       |
| 2023 | Francesco Bagnaia (Ducati)   |                                | Pedro Acosta (Kalex)           | Jaume Masià (Honda)             |                                       |
| 2022 | Francesco Bagnaia (Ducati)   |                                | Augusto Fernández (Kalex)      | Izan Guevara (Gas Gas)          |                                       |
| 2021 | Fabio Quartararo (Yamaha)    |                                | Remy Gardner (Kalex)           | Pedro Acosta (KTM)              |                                       |
| 2020 | Joan Mir (Suzuki)            |                                | Enea Bastianini (Kalex)        | Albert Arenas (KTM)             |                                       |
| 2019 | Marc Márquez (Honda)         |                                | Álex Márquez (Kalex)           | Lorenzo Dalla Porta (Honda)     |                                       |
| 2018 | Marc Márquez (Honda)         |                                | Francesco Bagnaia (Kalex)      | Jorge Martín (Honda)            |                                       |
| 2017 | Marc Márquez (Honda)         |                                | Franco Morbidelli (Kalex)      | Joan Mir (Honda)                |                                       |
| 2016 | Marc Márquez (Honda)         |                                | Johann Zarco (Kalex)           | Brad Binder (KTM*)              |                                       |
| 2015 | Jorge Lorenzo (Yamaha)       |                                | Johann Zarco (Kalex)           | Danny Kent (Honda)              |                                       |
| 2014 | Marc Márquez (Honda)         |                                | Esteve Rabat (Kalex)           | Álex Márquez (Honda)            |                                       |
| 2013 | Marc Márquez (Honda*)        |                                | Pol Espargaró (Kalex*)         | Maverick Viñales (KTM*)         |                                       |
| 2012 | Jorge Lorenzo (Yamaha*)      |                                | Marc Márquez (Suter*)          | Sandro Cortese (KTM*)           |                                       |
| 2011 | Casey Stoner (Honda*)        |                                | Stefan Bradl (Kalex*)          | Nicolás Terol (Aprilia)         |                                       |
| 2010 | Jorge Lorenzo (Yamaha*)      |                                | Toni Elías (Moriwaki*)         | Marc Márquez (Derbi)            |                                       |
| 2009 | Valentino Rossi (Yamaha*)    |                                | Aojama Hirosi (Honda)          | Julian Simón (Aprilia)          |                                       |
| 2008 | Valentino Rossi (Yamaha*)    |                                | Marco Simoncelli (Gilera)      | Mike di Meglio (Derbi)          |                                       |
| 2007 | Casey Stoner (Ducati)*       |                                | Jorge Lorenzo (Aprilia)        | Talmácsi Gábor (Aprilia)        |                                       |
| 2006 | Nicky Hayden (Honda)*        |                                | Jorge Lorenzo (Aprilia)        | Alvaro Bautista (Aprilia)       |                                       |
| 2005 | Valentino Rossi (Yamaha)*    |                                | Daniel Pedrosa (Honda)         | Thomas Lüthi (Honda)            |                                       |
| 2004 | Valentino Rossi (Yamaha)*    |                                | Daniel Pedrosa (Honda)         | Andrea Dovizioso (Honda)        |                                       |
| 2003 | Valentino Rossi (Honda)*     |                                | Manuel Poggiali (Aprilia)      | Daniel Pedrosa (Honda)          |                                       |
| 2002 | Valentino Rossi (Honda)*     |                                | Marco Melandri (Aprilia)       | Arnaud Vincent (Aprilia)        |                                       |
| 2001 | Valentino Rossi (Honda)      |                                | Daijiro Kato (Honda)           | Manuel Poggiali (Gilera)        |                                       |
| 2000 | Kenny Roberts, Jr. (Suzuki)  |                                | Olivier Jacque (Yamaha)        | Roberto Locatelli (Aprilia)     |                                       |
| 1999 | Àlex Crivillé (Honda)        |                                | Valentino Rossi (Aprilia)      | Emilio Alzamora (Honda)         |                                       |
| 1998 | Michael Doohan (Honda)       |                                | Loris Capirossi (Aprilia)      | Kazuto Sakata (Aprilia)         |                                       |
| 1997 | Michael Doohan (Honda)       |                                | Max Biaggi (Honda)             | Valentino Rossi (Aprilia)       |                                       |
| 1996 | Michael Doohan (Honda)       |                                | Max Biaggi (Aprilia)           | Haruchika Aoki (Honda)          |                                       |
| 1995 | Michael Doohan (Honda)       |                                | Max Biaggi (Aprilia)           | Haruchika Aoki (Honda)          |                                       |
| 1994 | Michael Doohan (Honda)       |                                | Max Biaggi (Aprilia)           | Kazuto Sakata (Aprilia)         |                                       |
| 1993 | Kevin Schwantz (Suzuki)      |                                | Tetsuya Harada (Yamaha)        | Dirk Raudies (Honda)            |                                       |
| 1992 | Wayne Rainey (Yamaha)        |                                | Luca Cadalora (Honda)          | Alessandro Gramigni (Aprilia)   |                                       |
| 1991 | Wayne Rainey (Yamaha)        |                                | Luca Cadalora (Honda)          | Loris Capirossi (Honda)         |                                       |
| 1990 | Wayne Rainey (Yamaha)        |                                | John Kocinski (Yamaha)         | Loris Capirossi (Honda)         |                                       |
| 1989 | Eddie Lawson (Honda)         |                                | Sito Pons (Honda)              | Àlex Crivillé (JJ Cobas)        | Manuel Herreros (Derbi)*              |
| 1988 | Eddie Lawson (Yamaha)        |                                | Sito Pons (Honda)              | Jorge Martínez (Derbi)          | Jorge Martínez (Derbi)*               |
| 1987 | Wayne Gardner (Honda)        |                                | Anton Mang (Honda)             | Fausto Gresini (Garelli)        | Jorge Martínez (Derbi)*               |
| 1986 | Eddie Lawson (Yamaha)        |                                | Carlos Lavado (Yamaha)         | Luca Cadalora (Garelli)         | Jorge Martínez (Derbi)*               |
| 1985 | Freddie Spencer (Honda)      |                                | Freddie Spencer (Honda)        | Fausto Gresini (Garelli)        | Stefan Dörflinger (Krauser)*          |
| 1984 | Eddie Lawson (Yamaha)        |                                | Christian Sarron (Yamaha)      | Ángel Nieto (Garelli)           | Stefan Dörflinger (Zündapp)*          |
| 1983 | Freddie Spencer (Honda)      |                                | Carlos Lavado (Yamaha)         | Ángel Nieto (Garelli)           | Stefan Dörflinger (Krauser)           |
| 1982 | Franco Uncini (Suzuki)       | Anton Mang (Kawasaki)          | Jean-Louis Tournadre (Yamaha)  | Ángel Nieto (Garelli)           | Stefan Dörflinger (Kreidler)          |
| 1981 | Marco Lucchinelli (Suzuki)   | Anton Mang (Kawasaki)          | Anton Mang (Kawasaki)          | Ángel Nieto (Minarelli)         | Ricardo Tormo (Motul-Bultaco)         |
| 1980 | Kenny Roberts (Yamaha)       | Jon Ekerold (Yamaha)           | Anton Mang (Kawasaki)          | Pier Paolo Bianchi (MBA)        | Eugenio Lazzarini (Kreidler-Van Veen) |
| 1979 | Kenny Roberts (Yamaha)       | Kork Ballington (Kawasaki)     | Kork Ballington (Kawasaki)     | Ángel Nieto (Minarelli)         | Eugenio Lazzarini (Kreidler)**        |
| 1978 | Kenny Roberts (Yamaha)       | Kork Ballington (Kawasaki)     | Kork Ballington (Kawasaki)     | Eugenio Lazzarini (MBA)         | Ricardo Tormo (Bultaco)               |
| 1977 | Barry Sheene (Suzuki)        | Takazumi Katayama (Yamaha)     | Mario Lega (Morbidelli)        | Pier Paolo Bianchi (Morbidelli) | Ángel Nieto (Bultaco)                 |
| 1976 | Barry Sheene (Suzuki)        | Walter Villa (Harley-Davidson) | Walter Villa (Harley-Davidson) | Pier Paolo Bianchi (Morbidelli) | Ángel Nieto (Bultaco)                 |
| 1975 | Giacomo Agostini (Yamaha)    | Johnny Cecotto (Yamaha)        | Walter Villa (Harley-Davidson) | Paolo Pileri (Morbidelli)       | Ángel Nieto (Kreidler)**              |
| 1974 | Phil Read (MV Agusta)        | Giacomo Agostini (Yamaha)      | Walter Villa (Harley-Davidson) | Kent Andersson (Yamaha)         | Henk Van Kessel (Kreidler-Van Veen)   |
| 1973 | Phil Read (MV Agusta)        | Giacomo Agostini (MV Agusta)   | Dieter Braun (Yamaha)          | Kent Andersson (Yamaha)         | Jan De Vries (Kreidler)               |
| 1972 | Giacomo Agostini (MV Agusta) | Giacomo Agostini (MV Agusta)   | Jarno Saarinen (Yamaha)        | Ángel Nieto (Derbi)             | Ángel Nieto (Derbi)                   |
| 1971 | Giacomo Agostini (MV Agusta) | Giacomo Agostini (MV Agusta)   | Phil Read (Yamaha)             | Ángel Nieto (Derbi)             | Jan De Vries (Kreidler)               |
| 1970 | Giacomo Agostini (MV Agusta) | Giacomo Agostini (MV Agusta)   | Rodney Gould (Yamaha)          | Dieter Braun (Suzuki)           | Ángel Nieto (Derbi)**                 |
| 1969 | Giacomo Agostini (MV Agusta) | Giacomo Agostini (MV Agusta)   | Kel Carruthers (Benelli)       | Dave Simmonds (Kawasaki)        | Ángel Nieto (Derbi)**                 |
| 1968 | Giacomo Agostini (MV Agusta) | Giacomo Agostini (MV Agusta)   | Phil Read (Yamaha)             | Phil Read (Yamaha)              | Hans-Georg Anscheidt (Suzuki)         |
| 1967 | Giacomo Agostini (MV Agusta) | Mike Hailwood (Honda)          | Mike Hailwood (Honda)          | Bill Ivy (Yamaha)               | Hans-Georg Anscheidt (Suzuki)         |
| 1966 | Giacomo Agostini (MV Agusta) | Mike Hailwood (Honda)          | Mike Hailwood (Honda)          | Luigi Taveri (Honda)            | Hans-Georg Anscheidt (Suzuki)         |
| 1965 | Mike Hailwood (MV Agusta)    | Jim Redman (Honda)             | Phil Read (Yamaha)             | Hugh Anderson (Suzuki)          | Ralph Bryans (Honda)                  |
| 1964 | Mike Hailwood (MV Agusta)    | Jim Redman (Honda)             | Phil Read (Yamaha)             | Luigi Taveri (Honda)            | Hugh Anderson (Suzuki)                |
| 1963 | Mike Hailwood (MV Agusta)    | Jim Redman (Honda)             | Jim Redman (Honda)             | Hugh Anderson (Suzuki)          | Hugh Anderson (Suzuki)                |
| 1962 | Mike Hailwood (MV Agusta)    | Jim Redman (Honda)             | Jim Redman (Honda)             | Luigi Taveri (Honda)            | Ernst Degner (Suzuki)                 |
| 1961 | Gary Hocking (MV Agusta)     | Gary Hocking (MV Agusta)       | Mike Hailwood (Honda)          | Tom Phillis (Honda)             |                                       |
| 1960 | John Surtees (MV Agusta)     | John Surtees (MV Agusta)       | Carlo Ubbiali (MV Agusta)      | Carlo Ubbiali (MV Agusta)       |                                       |
| 1959 | John Surtees (MV Agusta)     | John Surtees (MV Agusta)       | Carlo Ubbiali (MV Agusta)      | Carlo Ubbiali (MV Agusta)       |                                       |
| 1958 | John Surtees (MV Agusta)     | John Surtees (MV Agusta)       | Tarquinio Provini (MV Agusta)  | Carlo Ubbiali (MV Agusta)       |                                       |
| 1957 | Libero Liberati (Gilera)     | Keith Campbell (Moto Guzzi)    | Cecil Sandford (Mondial)       | Tarquinio Provini (Mondial)     |                                       |
| 1956 | John Surtees (MV Agusta)     | Bill Lomas (Moto Guzzi)        | Carlo Ubbiali (MV Agusta)      | Carlo Ubbiali (MV Agusta)       |                                       |
| 1955 | Geoff Duke (Gilera)          | Bill Lomas (Moto Guzzi)        | Hermann Paul Müller (NSU)      | Carlo Ubbiali (MV Agusta)       |                                       |
| 1954 | Geoff Duke (Gilera)          | Fergus Anderson (Moto Guzzi)   | Werner Haas (NSU)              | Rupert Hollaus (NSU)            | Wilhelm Noll (BMW)+                   |
| 1953 | Geoff Duke (Gilera)          | Fergus Anderson (Moto Guzzi)   | Werner Haas (NSU)              | Werner Haas (NSU)               | Eric Olivier (Norton)+                |
| 1952 | Umberto Masetti (Gilera)     | Geoff Duke (Norton)            | Enrico Lorenzetti (Moto Guzzi) | Cecil Sandford (MV Agusta)      | Cyril Smith (Norton)+                 |
| 1951 | Geoff Duke (Norton)          | Geoff Duke (Norton)            | Bruno Ruffo (Moto Guzzi)       | Carlo Ubbiali (Mondial)         | Eric Olivier (Norton)+                |
| 1950 | Umberto Masetti (Gilera)     | Bob Foster (Velocette)         | Dario Ambrosini (Benelli)      | Bruno Ruffo (Mondial)           | Eric Olivier (Norton)+                |
| 1949 | Leslie Graham (AJS)          | Freddie Frith (Velocette)      | Bruno Ruffo (Moto Guzzi)       | Nello Pagani (Mondial)          | Eric Olivier (Norton)+                |

## Versenyzők (1949-2024)
Többszörös világbajnokok:
| Versenyző         | Címek                                                 |
| ----------------- | ----------------------------------------------------- |
| Giacomo Agostini  | 15 (8 × 500 cm³, 7 × 350 cm³)                         |
| Ángel Nieto       | 13 (7 × 125 cm³, 6 × 50 cm³)                          |
| Mike Hailwood     | 9 (4 × 500 cm³, 2 × 350 cm³, 3 × 250 cm³)             |
| Carlo Ubbiali     | 9 (3 × 250 cm³, 6 × 125 cm³)                          |
| Valentino Rossi   | 9 (5 × MotoGP, 2 × 500 cm³, 1 × 250 cm³, 1 × 125 cm³) |
| Marc Márquez      | 8 (1 × 125 cm³, 1 × Moto2, 6 × MotoGP)                |
| Phil Read         | 7 (2 × 500 cm³, 4 × 250 cm³, 1 × 125 cm³)             |
| John Surtees      | 7 (4 × 500 cm³, 3 × 350 cm³)                          |
| Geoffrey Duke     | 6 (4 × 500 cm³, 2 × 350 cm³)                          |
| Jim Redman        | 6 (4 × 350 cm³, 2 × 250 cm³)                          |
| Michael Doohan    | 5 (5 × 500 cm³)                                       |
| Anton Mang        | 5 ( 2 × 350 cm³, 3 × 250 cm³)                         |
| Jorge Lorenzo     | 5 (2 × 250 cm³, 3 × MotoGP)                           |
| Hugh Anderson     | 4 (2 × 125 cm³, 2 × 50 cm³)                           |
| Kork Ballington   | 4 (2 × 350 cm³, 2 × 250 cm³)                          |
| Max Biaggi        | 4 (4 × 250 cm³)                                       |
| Stefan Dörflinger | 4 (2 × 80 cm³, 2 × 50 cm³)                            |
| Eddie Lawson      | 4 (4 × 500 cm³)                                       |
| Jorge Martínez    | 4 (1 × 125 cm³, 3 × 80 cm³)                           |
| Walter Villa      | 4 (1 × 350 cm³, 3 × 250 cm³)                          |

Legsikeresebb 500 cm³ / MotoGP világbajnokok:
| Versenyző        | Címek                                              |
| ---------------- | -------------------------------------------------- |
| Giacomo Agostini | 8 (1966, 1967, 1968, 1969, 1970, 1971, 1972, 1975) |
| Valentino Rossi  | 7 (2001, 2002, 2003, 2004, 2005, 2008,2009)        |
| Marc Márquez     | 6 (2013, 2014, 2016, 2017, 2018, 2019)             |
| Michael Doohan   | 5 (1994, 1995, 1996, 1997, 1998)                   |
| Eddie Lawson     | 4 (1984, 1986, 1988, 1989)                         |
| Mike Hailwood    | 4 (1962, 1963, 1964, 1965)                         |
| John Surtees     | 4 (1956, 1958, 1959, 1960)                         |
| Geoffrey Duke    | 4 (1951, 1953, 1954, 1955)                         |
| Wayne Rainey     | 3 (1990, 1991, 1992)                               |
| Kenny Roberts    | 3 (1978, 1979, 1980)                               |
| Jorge Lorenzo    | 3 (2010, 2012, 2015)                               |

Egy évben több, különböző kategóriában is világbajnokok voltak:
| Évek                         | Versenyző        | Címek                         |
| ---------------------------- | ---------------- | ----------------------------- |
| 1968, 1969, 1970, 1971, 1972 | Giacomo Agostini | 10 (5 × 500 cm³, 5 × 350 cm³) |
| 1958, 1959, 1960             | John Surtees     | 6 (3 × 500 cm³, 3 × 350 cm³)  |
| 1956, 1959, 1960             | Carlo Ubbiali    | 6 (3 × 250 cm³, 3 × 125 cm³)  |
| 1962, 1963                   | Jim Redman       | 4 (2 × 350 cm³, 2 × 250 cm³)  |
| 1966, 1967                   | Mike Hailwood    | 4 (2 × 350 cm³, 2 × 250 cm³)  |
| 1978, 1979                   | Kork Ballington  | 4 (2 × 350 cm³, 2 × 250 cm³)  |
| 1951                         | Geoff Duke       | 2 (1 × 500 cm³, 1 × 350 cm³)  |
| 1953                         | Werner Haas      | 2 (1 × 250 cm³, 1 × 125 cm³)  |
| 1961                         | Gary Hocking     | 2 (1 × 500 cm³, 1 × 350 cm³)  |
| 1963                         | Hugh Anderson    | 2 (1 × 125 cm³, 1 × 50 cm³)   |
| 1972                         | Ángel Nieto      | 2 (1 × 125 cm³, 1 × 50 cm³)   |
| 1976                         | Walter Villa     | 2 (1 × 350 cm³, 1 × 250 cm³)  |
| 1981                         | Anton Mang       | 2 (1 × 350 cm³, 1 × 250 cm³)  |
| 1985                         | Freddie Spencer  | 2 (1 × 500 cm³, 1 × 250 cm³)  |
| 1988                         | Jorge Martínez   | 2 (1 × 125 cm³, 1 × 80 cm³)   |

## Országok (1949-2024)
| Ország                    | 500 cm³/MotoGP | 350 cm³ | 250 cm³ | 125 cm³ | 50/80 cm³ | Total |
| ------------------------- | -------------- | ------- | ------- | ------- | --------- | ----- |
| Olaszország               | 19             | 8       | 22      | 23      | 2         | 74    |
| Egyesült Királyság        | 17             | 13      | 9       | 4       | 1         | 44    |
| Spanyolország             | 7              |         | 6       | 12      | 12        | 37    |
| Amerikai Egyesült Államok | 15             |         | 2       |         |           | 17    |
| Németország               |                | 2       | 7       | 3       | 4         | 16    |
| Ausztrália                | 7              | 1       | 1       | 3       | 2         | 14    |
| Zimbabwe                  | 1              | 5       | 2       |         |           | 8     |
| Svájc                     |                |         |         | 4       | 4         | 8     |
| Japán                     |                | 1       | 2       | 4       |           | 7     |
| Dél-afrikai Köztársaság   |                | 3       | 2       |         |           | 5     |
| Franciaország             |                |         | 3       | 2       |           | 5     |
| Venezuela                 |                | 1       | 2       |         |           | 3     |
| Hollandia                 |                |         |         |         | 3         | 3     |
| San Marino                |                |         | 1       | 1       |           | 2     |
| Svédország                |                |         |         | 2       |           | 2     |
| Új-Zéland                 |                |         |         |         | 2         | 2     |
| Finnország                |                |         | 1       |         |           | 1     |
| Ausztria                  |                |         |         | 1       |           | 1     |
| Magyarország              |                |         |         | 1       |           | 1     |
| Összesen                  | 59             | 34      | 59      | 59      | 30        | 241   |

## Konstruktőrök
Év szerint
| Év   | 500 cm³/MotoGP*    | 350 cm³            | 250 cm³/Moto2*     | 125 cm³/Moto3*     | 50 cm³ / 80 cm³* |
| ---- | ------------------ | ------------------ | ------------------ | ------------------ | ---------------- |
| 2024 | Ducati             |                    | Kalex              | CFMoto             |                  |
| 2023 | Ducati             |                    | Kalex              | KTM                |                  |
| 2022 | Ducati             |                    | Kalex              | Gas Gas            |                  |
| 2021 | Ducati             |                    | Kalex              | KTM                |                  |
| 2020 | Ducati             |                    | Kalex              | Honda              |                  |
| 2019 | Honda              |                    | Kalex              | Honda              |                  |
| 2018 | Honda              |                    | Kalex              | Honda              |                  |
| 2017 | Honda              |                    | Kalex*             | Honda*             |                  |
| 2016 | Honda*             |                    | Kalex*             | KTM*               |                  |
| 2015 | Yamaha*            |                    | Kalex*             | Honda*             |                  |
| 2014 | Honda*             |                    | Kalex*             | KTM*               |                  |
| 2013 | Honda*             |                    | Kalex*             | KTM*               |                  |
| 2012 | Honda*             |                    | Suter*             | KTM*               |                  |
| 2011 | Honda*             |                    | Suter*             | Aprilia            |                  |
| 2010 | Yamaha*            |                    | Suter*             | Derbi              |                  |
| 2009 | Yamaha*            |                    | Aprilia            | Aprilia            |                  |
| 2008 | Yamaha*            |                    | Aprilia            | Aprilia            |                  |
| 2007 | Ducati*            |                    | Aprilia            | Aprilia            |                  |
| 2006 | Honda*             |                    | Aprilia            | Aprilia            |                  |
| 2005 | Yamaha*            |                    | Honda              | KTM                |                  |
| 2004 | Yamaha*            |                    | Honda              | Aprilia            |                  |
| 2003 | Honda*             |                    | Aprilia            | Aprilia            |                  |
| 2002 | Honda*             |                    | Aprilia            | Aprilia            |                  |
| 2001 | Honda              |                    | Honda              | Honda              |                  |
| 2000 | Suzuki             |                    | Yamaha             | Honda              |                  |
| 1999 | Honda              |                    | Aprilia            | Honda              |                  |
| 1998 | Honda              |                    | Aprilia            | Honda              |                  |
| 1997 | Honda              |                    | Honda              | Aprilia            |                  |
| 1996 | Honda              |                    | Honda              | Aprilia            |                  |
| 1995 | Honda              |                    | Aprilia            | Honda              |                  |
| 1994 | Honda              |                    | Honda              | Honda              |                  |
| 1993 | Yamaha             |                    | Honda              | Honda              |                  |
| 1992 | Honda              |                    | Honda              | Honda              |                  |
| 1991 | Yamaha             |                    | Honda              | Honda              |                  |
| 1990 | Yamaha             |                    | Yamaha             | Honda              |                  |
| 1989 | Honda              |                    | Honda              | Honda              | Krauser*         |
| 1988 | Yamaha             |                    | Honda              | Derbi              | Derbi*           |
| 1987 | Yamaha             |                    | Honda              | Garelli            | Derbi*           |
| 1986 | Yamaha             |                    | Honda              | Garelli            | Derbi*           |
| 1985 | Honda              |                    | Honda              | MBA                | Krauser*         |
| 1984 | Honda              |                    | Yamaha             | Garelli            | Zündapp*         |
| 1983 | Honda              |                    | Yamaha             | MBA                | Garelli          |
| 1982 | Suzuki             | Kawasaki           | Yamaha             | Garelli            | Kreidler         |
| 1981 | Suzuki             | Kawasaki           | Kawasaki           | Minarelli          | Bultaco          |
| 1980 | Suzuki             | Bimota Yamaha      | Kawasaki           | Minarelli          | Kreidler         |
| 1979 | Suzuki             | Kawasaki           | Kawasaki           | Minarelli          | Kreidler         |
| 1978 | Suzuki             | Kawasaki           | Kawasaki           | Minarelli          | Bultaco          |
| 1977 | Suzuki             | Yamaha             | Yamaha             | Morbidelli         | Bultaco          |
| 1976 | Suzuki             | Yamaha             | Harley-Davidson    | Morbidelli         | Bultaco          |
| 1975 | Yamaha             | Yamaha             | Harley-Davidson    | Morbidelli         | Kreidler         |
| 1974 | Yamaha             | Yamaha             | Yamaha             | Yamaha             | Kreidler         |
| 1973 | MV Agusta          | Yamaha             | Yamaha             | Yamaha             | Kreidler         |
| 1972 | MV Agusta          | MV Agusta          | Yamaha             | Derbi              | Kreidler         |
| 1971 | MV Agusta          | MV Agusta          | Yamaha             | Derbi              | Kreidler         |
| 1970 | MV Agusta          | MV Agusta          | Yamaha             | Suzuki             | Derbi            |
| 1969 | MV Agusta          | MV Agusta          | Benelli            | Kawasaki           | Derbi            |
| 1968 | MV Agusta          | MV Agusta          | Yamaha             | Yamaha             | Suzuki           |
| 1967 | MV Agusta          | Honda              | Honda              | Yamaha             | Suzuki           |
| 1966 | Honda              | Honda              | Honda              | Honda              | Honda            |
| 1965 | MV Agusta          | Honda              | Yamaha             | Suzuki             | Honda            |
| 1964 | MV Agusta          | Honda              | Yamaha             | Honda              | Suzuki           |
| 1963 | MV Agusta          | Honda              | Honda              | Suzuki             | Suzuki           |
| 1962 | MV Agusta          | Honda              | Honda              | Honda              | Suzuki           |
| 1961 | MV Agusta          | MV Agusta          | Honda              | Honda              |                  |
| 1960 | MV Agusta          | MV Agusta          | MV Agusta          | MV Agusta          |                  |
| 1959 | MV Agusta          | MV Agusta          | MV Agusta          | MV Agusta          |                  |
| 1958 | MV Agusta          | MV Agusta          | MV Agusta          | MV Agusta          |                  |
| 1957 | Gilera             | Gilera             | Mondial            | Mondial            |                  |
| 1956 | MV Agusta          | Moto Guzzi         | MV Agusta          | MV Agusta          |                  |
| 1955 | Gilera             | Moto Guzzi         | MV Agusta          | MV Agusta          |                  |
| 1954 | Nem adtak ki díjat | Nem adtak ki díjat | Nem adtak ki díjat | Nem adtak ki díjat |                  |
| 1953 | Gilera             | Moto Guzzi         | NSU                | MV Agusta          |                  |
| 1952 | Norton             | Norton             | Moto Guzzi         | MV Agusta          |                  |
| 1951 | Norton             | Norton             | Moto Guzzi         | Mondial            |                  |
| 1950 | Norton             | Velocette          | Benelli            | Mondial            |                  |
| 1949 | AJS                | Velocette          | Moto Guzzi         | Mondial            |                  |

Konstruktőrök szerint (1949-2024)
| Konstruktőr     | 500 cm³/MotoGP | 350 cm³ | 250 cm³ | 125 cm³ | 50/80 cm³ | Összes |
| --------------- | -------------- | ------- | ------- | ------- | --------- | ------ |
| Honda           | 17             | 6       | 19      | 15      | 2         | 59     |
| MV Agusta       | 16             | 9       | 5       | 7       |           | 37     |
| Yamaha          | 10             | 5       | 14      | 4       |           | 33     |
| Aprilia         |                |         | 8       | 8       |           | 16     |
| Suzuki          | 8              |         |         | 3       | 5         | 16     |
| Kawasaki        |                | 4       | 4       | 1       |           | 9      |
| Derbi           |                |         |         | 3       | 5         | 8      |
| Kreidler        |                |         |         |         | 8         | 8      |
| Moto Guzzi      |                | 3       | 3       |         |           | 6      |
| Norton          | 3              | 2       |         |         |           | 5      |
| Mondial         |                |         | 1       | 4       |           | 5      |
| Garelli         |                |         |         | 4       | 1         | 5      |
| Gilera          | 3              | 1       |         |         |           | 4      |
| Minarelli       |                |         |         | 4       |           | 4      |
| Bultaco         |                |         |         |         | 4         | 4      |
| Morbidelli      |                |         |         | 3       |           | 3      |
| Velocette       |                | 2       |         |         |           | 2      |
| Benelli         |                |         | 2       |         |           | 2      |
| Harley-Davidson |                |         | 2       |         |           | 2      |
| MBA             |                |         |         | 2       |           | 2      |
| Krauser         |                |         |         |         | 2         | 2      |
| AJS             | 1              |         |         |         |           | 1      |
| Ducati          | 1              |         |         |         |           | 1      |
| Bimota Yamaha   |                | 1       |         |         |           | 1      |
| NSU             |                |         | 1       |         |           | 1      |
| KTM             |                |         |         | 1       |           | 1      |
| Zündapp         |                |         |         |         | 1         | 1      |
| Összesen        | 58             | 33      | 58      | 58      | 28        | 235    |

## Magyar világbajnokok
|              | Szezon | Kategória | Versenyző neve | Versenyző csapata     |
| Magyarország | 2007   | 125 cm³   | Talmácsi Gábor | Bancaja Aspar Aprilia |

## Nők a MotoGP-ben
- Gina Bovaird (USA) az egyetlen nő, aki valaha is indult az 500 cm³-es kategóriában (1982, francia nagydíj).
- Katja Poensgen (Németország) az egyetlen, aki pontszerző helyen végzett egy 250 cm³-es futamon (2001, olasz nagydíj, 14. hely).
- Taru Rinne (Finnország) huszonöt pontot szerzett a 125 cm³-es osztályban az 1988-as és az 1989-es szezonban. Az 1998-as német nagydíjon második helyezést ért el.
- Tomoko Igata (Japán) harminc pontot szerzett a 125 cm³-es géposztályban az 1994-es és 1995-ös szezonokban.
- Inge Stoll (Németország) 1954 és 1958 között oldalkocsi-utasként versenyzett. Ő volt az első nő, aki részt vett motoros világbajnokságon (1954).